# Division de Darbhanga
Darbhanga est une division territoriale de l'État du Bihar en Inde. Sa capitale est la ville de Darbhanga.

## Districts
- Begusarai,
- Darbhanga,
- Madhubani,
- Samastipur